# Glycymeris pectinata
Glycymeris pectinata är en musselart som först beskrevs av Gmelin 1791.  Glycymeris pectinata ingår i släktet Glycymeris och familjen Glycymerididae. Inga underarter finns listade i Catalogue of Life.